# Кінотеатр жахів
Кінотеатр жахів — американський фільм жахів 2018 року. Режисери Алехандро Брюгес та Джо Данте. Сценаристи Алехандро Брюґес і Сандра Бесерріль. Продюсери Марк Кантон, Мік Герріс. Прем'єра в Україні відбулася 8 квітня 2021 року.

## Зміст
П'ятеро незнайомих між собою людей опиняються в дивному кінотеатрі, у репертуарі якого — по фільму на кожного глядача. Пережити сеанс не так просто — стрічки ніби знають потаємні страхи аудиторії.
Більше того, залом літають привиди і душі померлих людей. Видається, що місцевий підозрілий кіномеханік — єдиний, хто знає усі секрети цього зловісного місця.

## Знімалися
- Міккі Рурк — кіномеханік
- Елізабет Різер — Гелен
- Моріс Бенард — батько Бенедікт
- Ерік Нельсен — Фред
- Маріела Гарріга — сестра Патриція
- Річард Чемберлен — Мірарі
- Адам Годлі — Салвадоре
- Кевін Фонтейн — Джейсон
- Джаред Гертнер — офіцер Картер
- Селеста Годж — медсестра Даніела
- Джемі Грей Гайдер — медсестра Хлое
- Тенджі Емброуз — медсестра Енні
- Белінда Баласкі — Надя
- Аннабет Гіш — Харіті
- Езра Баззінгтон — Рон